# Thibault Daval-Braquet
Thibault Daval-Braquet (Nizza, 15 dicembre 1997) è un cestista francese.